# Hole.io
Hole.ioは、 Voodooによって作成されたAndroidとiOS向けの、物理エンジンを使用したバトルロワイヤルゲームである。
プレイヤーは、マップ上のブラックホールを操作し、建物等を飲み込むことで、ブラックホールが大きくなり、それに伴いより大きな物も飲み込めるようになる。
ゲームのリリース時にはApp StoreとGoogle Playの「無料アプリ」カデコリで1位を獲得し、Google Playだけで1億回以上ダウンロードされた(2021年11月現在)。 しかし、一部では、2018年のDonut Countyのクローンゲームとして認識し、また、実際には他のプレイヤーがNPCであるにもかかわらず、マルチプレイヤーゲームとして宣伝されていることも批判している。

## 概要
Hole.ioは、いくつかのゲームモードがある。
クラシックモードでは、2分間マップを移動し、得点が一番高いプレイヤーが一番となる。多くの建物等を飲み込むことによって徐々にブラックホールは大きくなり、自分より小さなブラックホールを飲み込むことができるようになる。建物などが自分のブラックホールより大きい場合、その建物は飲み込むことができない。
バトルモードでは、最後まで生き残ることを目標としたプレイヤー同士を対戦させるモードで、他のNPCのブラックホールを全て飲み込むことにより一位を獲得できる。
ソロモードでは、2分以内にマップの建物等を100％飲み込むと勝利となる。このモードは唯一単独でプレイできるモードとなる。
クラシックモードとバトルモードのどちらも、オンラインプレイヤーではなくNPCと対戦が行われる。また、NPCが操作するブラックホールに自分が操作するブラックホールより大きいと飲み込まれることがある。もし飲み込まれても数十秒後にリスポーンできる。プレイヤーは各ラウンドの終了時にポイントを獲得でき、レベルが上昇する。レベルごとに新しいスキンのロックを解除でき、ブラックホールの外観をカスタマイズできる。 その他にも、ゲーム内でのミッションをクリアすることにより、他のスキンのロックも解除できる。

## Donut Countyとの比較
Donut Countyは2018年8月28日のリリース前に少なくとも6年間発売されていた2018年の独立型ビデオゲームであり、Dount Countyの開発者は、VoodooがDount Countyのアイデアをコピーしたという疑惑を引き起こした。どちらのゲームも、建物等を飲み込むという、同じメカニズムを使用している。ただしDount CountyにはHole.ioにはない、ストーリーとキャストが存在。 逆に、Hole.ioは都市の景観をカスタマイズできるので問題は無いとしている。Varietyによれば、Hole.ioの開発者であるVoodooの全てのゲームは、他のゲームのコピーで構成されている可能性があると記述した。

## レビュー
一部のレビュアーはDount Countryのゲームをコピーしていると批判しているが、一部ではこのゲームを「妙に中毒性がある」と評価している。